# Visso
Visso és una localitat i comune situada a Itàlia, pertanyent a la província de Macerata, a la regió de les Marques, amb 1238 habitants. En el seu terme hi ha la seu del Parc nacional dels Monts Sibil·lins.

## Fotos

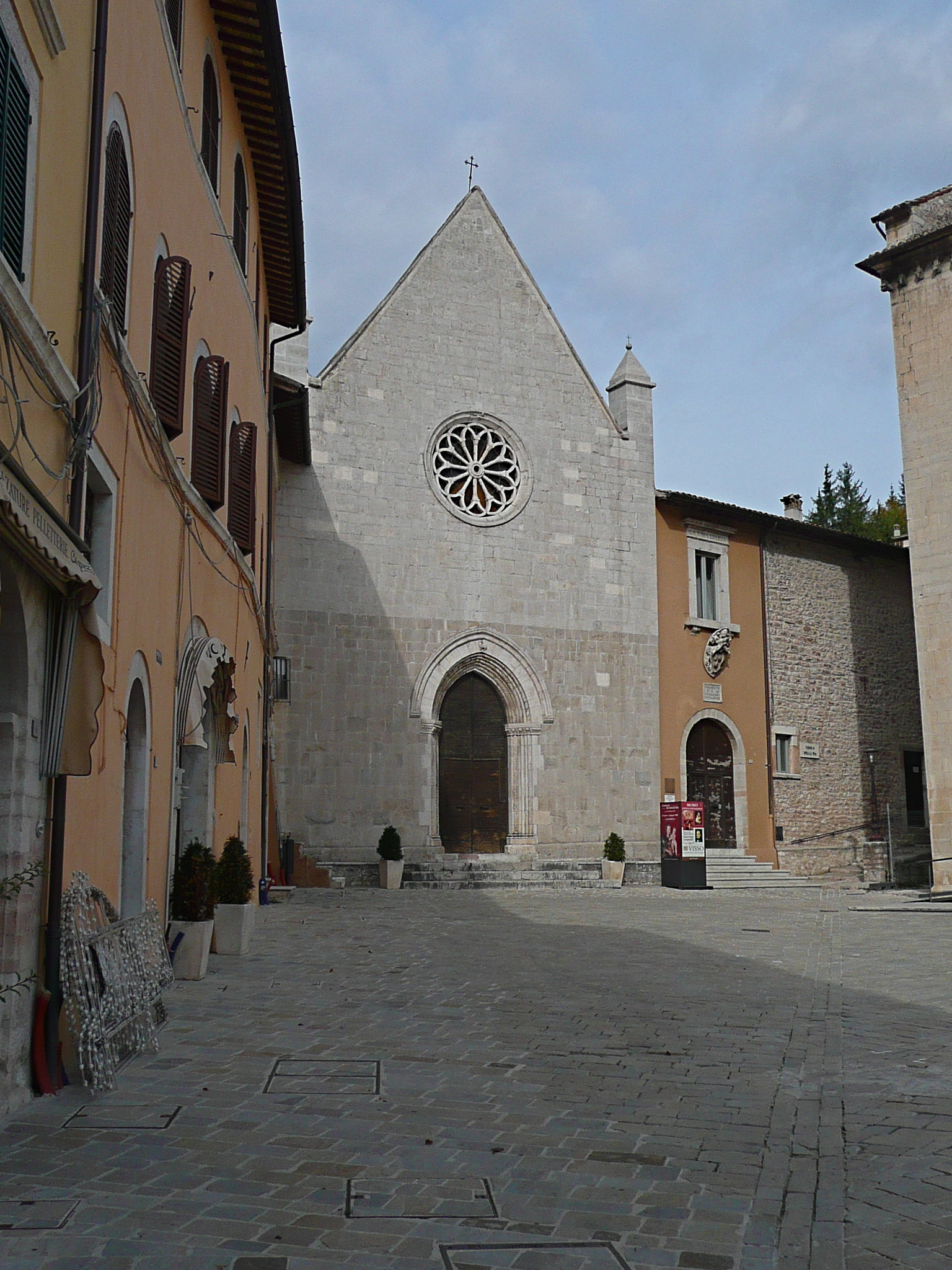
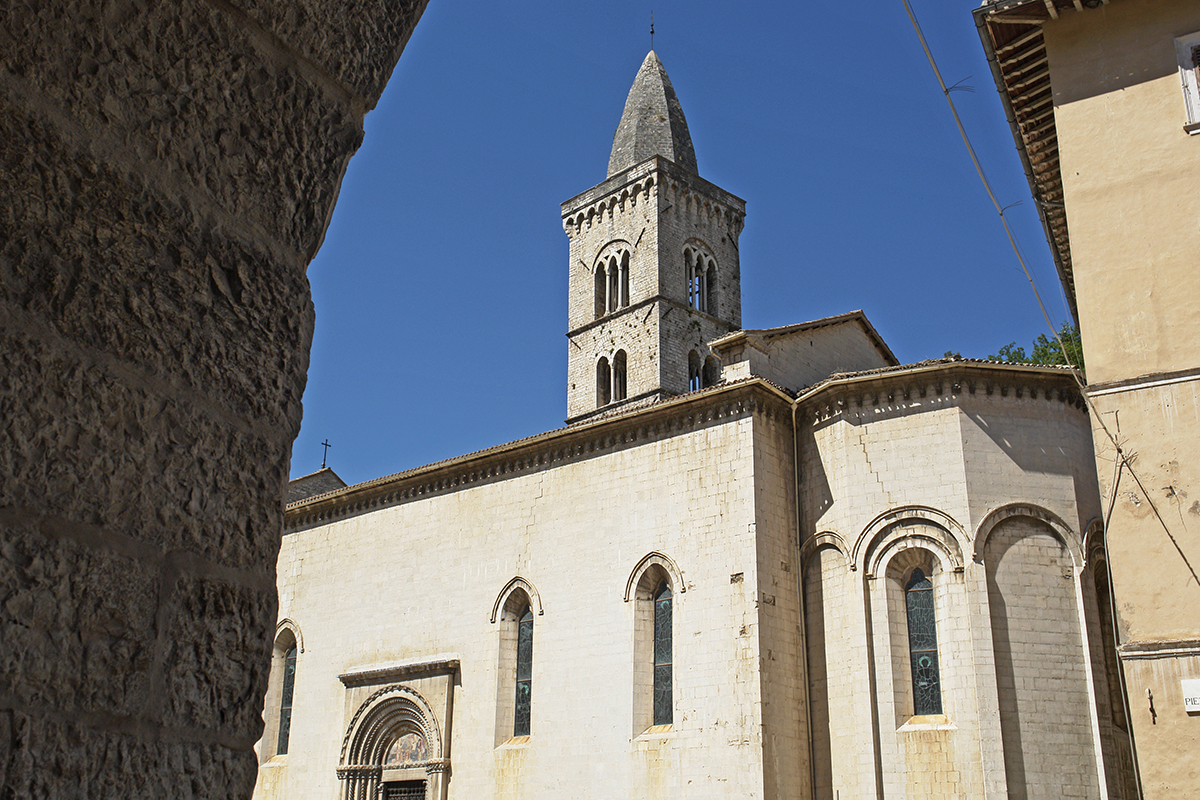

## Evolució demogràfica[1]
| Gràfica d'evolució de Visso entre 1861 i 2001 |
|                                               |
| Font ISTAT - elaboració gràfica de Wikipedia  |